# Triturus
Pode estar à procura de espécies previamente pertencentes ao género Triturus. Veja Lissotriton, Mesotriton, Ichthyosaura e Ommatotriton

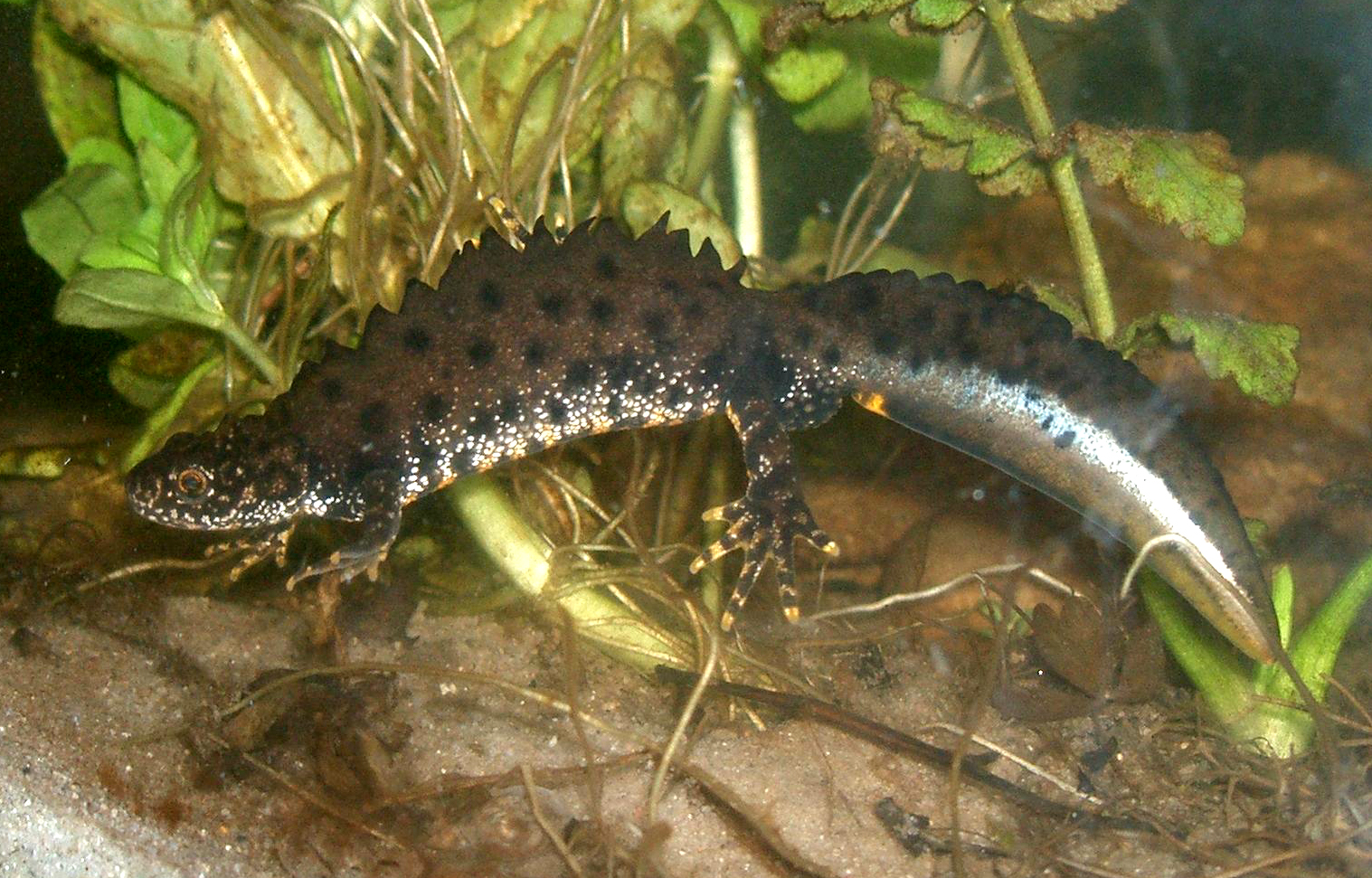
Tritão-de-crista macho, mostrando a crista denteada característica.

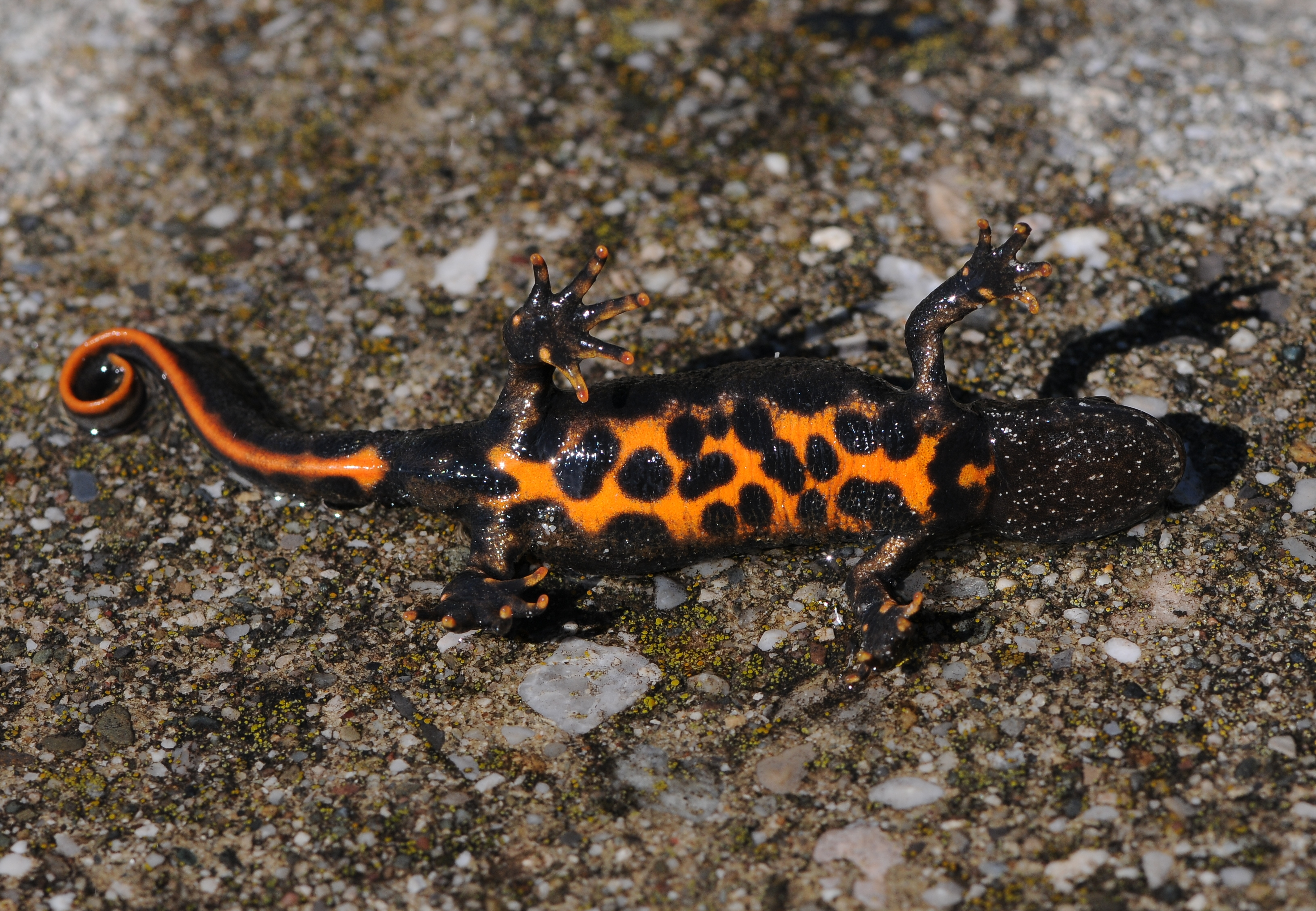
Tritão-de-crista-italiano exibindo o ventre laranja com pintas pretas.

Triturus é um género de anfíbios pertencente à família Salamandridae, presente em grande parte da Europa, Ásia Menor e parte ocidental da Rússia. Em Portugal, ocorrem nativamente T. marmoratus e T. pygmaeus. Caracterizam-se pelo seu grande tamanho em comparação com outras espécies europeias e pela presença de uma crista dorsal nos machos adultos durante a época de reprodução.
As espécies consideradas como fazendo parte do género Triturus dividem-se em dois grupos, os tritões-de-crista e os tritões-marmorados ou -marmoreados. Consiste actualmente em oito espécies resultado da exclusão de espécies agora colocadas em outros géneros e da divisão de algumas espécies após estudos científicos. Incluía anteriormente outras espécies de tritões, agora colocados nos géneros Lissotriton, Mesotriton, Ichthyosaura e Ommatotriton.
A reprodução ocorre em charcos ou outros locais de água parada durante a Primavera e caracteriza-se por um ritual de acasalamento elaborado com três fases distintas: orientação, exibição e deposição do espermatóforo. A deposição dos ovos fertilizados é individual e a fêmea envolve-os na vegetação aquática, protegendo-os de predadores.
A sua evolução começou provavelmente há cerca de 24 milhões de anos, quando se separou do género Calotriton.

## Descrição
O género Triturus distingue-se de outras espécies de tritões presentes na Europa, pelo seu grande porte, atingindo cerca de 16–20 cm. O tritão-marmoreado-pigmeu (T. pygmaeus) é a espécie de menor tamanho, atingindo apenas cerca de 10-14 cm.
As fêmeas são normalmente maiores do que os machos. Durante a época de reprodução, os machos adultos apresentam uma crista dorsal desde a cabeça até à cauda ao longo da coluna vertebral. A forma e tamanho da crista varia consoante a espécie, podendo ser serrada nos tritões-de-crista e rectilínea nos tritões-marmoreados. Nos tritões-marmoreados, a crista apresenta bandas pretas e verdes alternadas. Fêmeas e juvenis apresentam uma risca dorsal amarela ou laranja onde os machos possuem a crista. A pele tem uma coloração negra ou acastanhada que nos tritões-marmoreados apresenta manchas verdes dando-lhe um aspecto característico.
A barriga apresenta pintas aproximadamente circulares pretas ou esbranquiçadas (apenas nos tritões-marmoreados) de tamanho variável, embora geralmente maiores nos tritões-de-crista. A cor da barriga é amarela/laranja nos tritões-de-crista e bege/branca nos tritões-marmoreados.
As diferentes espécies de tritões-de-crista podem ser distinguidas pelo tamanho relativo dos membros anteriores em comparação com a distância entre os membros anteriores e posteriores, o denominado índice Wolterstorff.

## Espécies

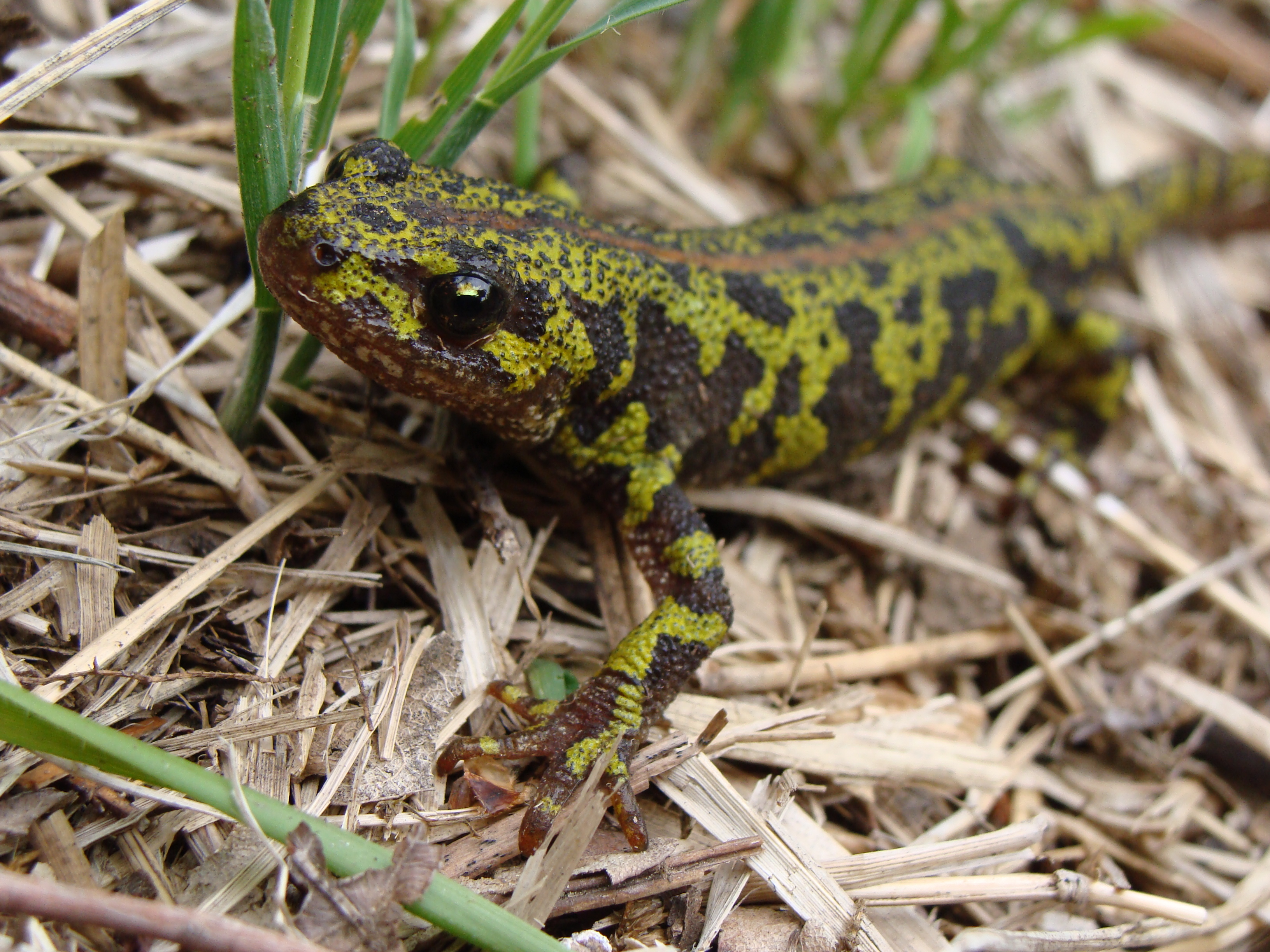
T. marmoratus do Parque Nacional da Peneda Gerês.

### Tritões-de-crista
- Triturus carnifex (Laurenti, 1768) - Tritão-de-crista-italiano
- Triturus cristatus (Laurenti, 1768) - Tritão-de-crista
- Triturus dobrogicus (Kiritzescu, 1903) - Tritão-de-crista-do-danúbio
- Triturus karelinii (Strauch, 1870)
- Triturus macedonicus (Karaman, 1922)[8]
- Triturus arntzeni Litvinchuk, Borkin, Dzukic & Kalezic, 1999[9]

### Tritões-marmoreados
- Triturus marmoratus (Latreille, 1800) - Tritão-marmoreado
- Triturus pygmaeus (Wolterstorff, 1905) - Tritão-marmoreado-pigmeu

## Distribuição e habitat

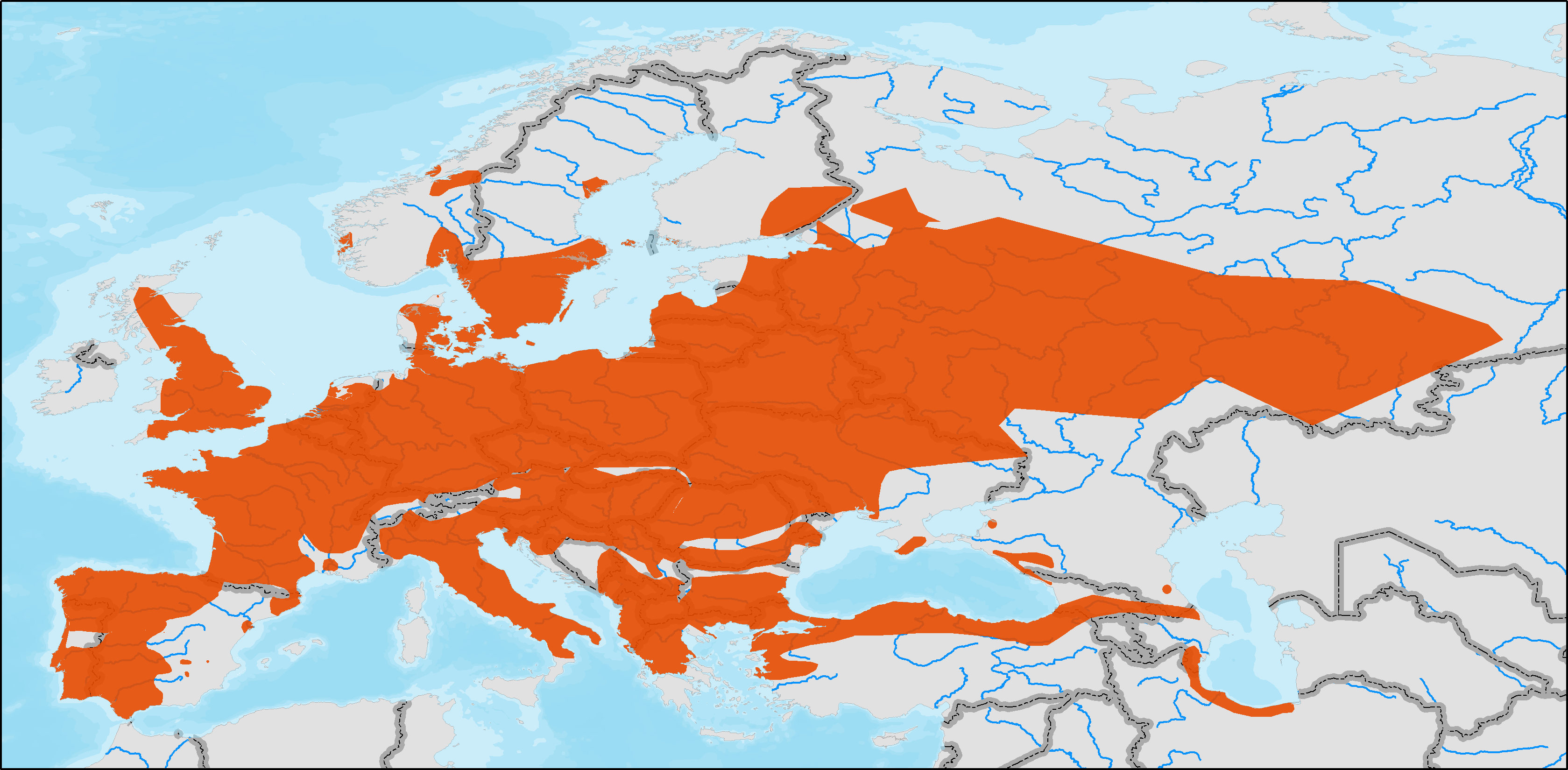
Distribuição do género Triturus.

Este género está presente em toda a Europa com a excepção da maior parte da Escandinávia, e a parte ocidental da Rússia, Ásia Menor ao longo da costa do Mar Negro e a costa sul do Mar Cáspio. As espécies têm distribuição parapátrica, embora os limites exactos ao longo das zonas de contacto não sejam conhecidos na zona dos Balcãs. Numa banda que atravessa o centro de França, as distribuições de T. cristatus e T. marmoratus sobrepôem-se em geral, embora inventários mais detalhados revelem que normalmente as duas espécies não ocorrem nos mesmos locais.
Durante a fase terrestre, podem ser encontrados em florestas coníferas, caducifólias ou mistas, áreas com vegetação nativa, pastagens, zonas aráveis, parques e jardins. Na época de reprodução, ocupam charcos temporários ou permanentes, lagoas, poços de água e outros corpos de água parada, como em pedreiras abandonadas.

## Taxonomia
Originalmente descrito por Josephus Nicolaus Laurenti em 1768 com o nome Triton, o género foi renomeado Triturus por Constantine Samuel Rafinesque em 1815 devido à existência prévia de um género de gastrópodes denominados Triton (agora Charonia. A espécie-tipo é Triturus cristatus. Triturus carnifex, Triturus dobrogicus e Triturus karelinii eram anteriormente considerados subespécies de T. cristatus, mas Bucci-Innocenti, Ragghianti e Mancino reconheceram que se tratavam de espécies diferentes. Da mesma forma, Triturus pygmaeus era até recentemente considerado uma subespécie de Triturus marmoratus até estudos genéticos evidenciarem que se tratavam de espécies diferentes. Embora estudos morfológicos e comportamentais agrupassem todas estas espécies com o tritão-alpino, tritão-comum, tritão-ibérico, tritão-palmado, tritão-dos-cárpatos, Lissotriton italicus e Ommatotriton (todos anteriormente no género Triturus), evidências moleculares começaram a pôr em dúvida este agrupamento, evidenciando a parafilia ou mesmo polifilia do género como originalmente definido. O género foi assim dividido em vários: Triturus, Ichthyosaura, Lissotriton, Ommatotriton. O género Calotriton é agora considerado o género mais próximo de Triturus. A resolução das relações filogenéticas entre as diferentes espécies de tritões europeus que culminou nesta divisão só foi possível após variados estudos morfológicos, bioquímicos e etológicos e pela combinação das evidências dos diferentes campos, levando a que alguns investigadores considerem que talvez seja o grupo de vertebrados mais bem estudado do mundo a nível filogenético.
Em França, onde as zonas de distribuição de T. marmoratus e T. cristatus se sobrepõem, podem ser encontrados híbridos que foram inicialmente descritos como uma espécie diferente Triturus blasii (De l'Isle, 1862)

## Reprodução e comportamento

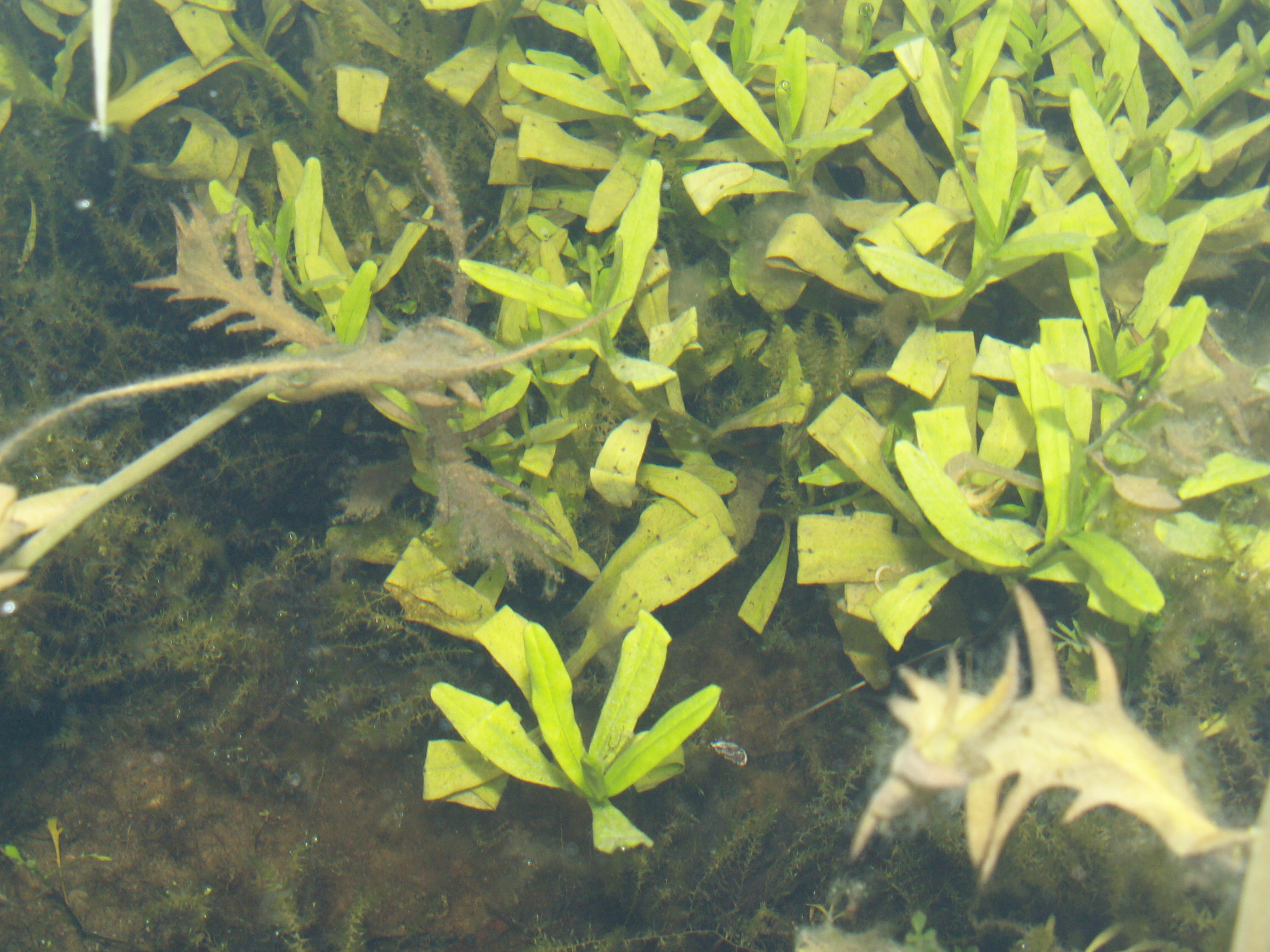
Myosotis scorpioides com folhas dobradas por T. cristatus para proteger os ovos.

Dependendo da espécie, a reprodução começa após as primeiras chuvas e a formação de charcos temporários. Também pode ocorrer em pequenos lagos permanentes, tanques de água artificiais ou outros pontos de água parada. Os adultos migram nessa altura para os locais de reprodução. Em relação aos tritões-marmoreados, os machos chegam primeiro ao charco e saem mais cedo do que as fêmeas. O ritual de acasalamento é bastante elaborado. A fêmea permanece relativamente apática enquanto o macho realiza uma "dança" em que abana a cauda. O ritual é constituído por três fases distintas, cuja duração e componentes variam consoante a espécie: orientação (onde o macho localiza a fêmea e tenta atrair a sua atenção), exibição estática (série de movimento do macho enquanto a fêmea está imobilizada) e transferência de espermatóforo. O ritual não necessita de resposta directa da fêmea para ser completado. Eventualmente, o macho deposita um espermatóforo em frente à fêmea, que depois terá de o introduzir na cloaca.
Após a fecundação, as fêmeas depositam os ovos individualmente, envolvendo cada ovo com folhas de vegetação aquática na margem dos charcos. Cada fêmea pode depositar cerca de 300 ovos numa época de reprodução.
Os membros deste género têm em comum uma doença genética muitas vezes referida como síndrome do cromossoma-1. Esta doença provoca a morte de 50% dos embriões ainda antes de eclodirem. A causa desta doença é a existência de polimorfismo no tamanho do cromossoma-1. Apenas indivíduos com um cromossoma de cada tipo (tamanhos diferentes) sobrevive. Indivíduos com os dois cromossoma-1 iguais (do mesmo tamanho) morrem durante o seu desenvolvimento.
Os adultos regressam normalmente ao mesmo local de reprodução todos os anos, embora não seja claro como conseguem orientar-se, uma vez que tal como todos os urodelos os machos não utilizam vocalização ou chamamento para anunciar a sua presença às fêmeas. Foram propostos vários mecanismos que permitiriam a orientação: por exemplo orientação pelas estrelas, demonstrada pela melhor orientação sob um céu limpo; ou orientação através do reconhecimento dos chamamentos de outras espécies, tais como de Sapo-corredor.

## Genética
O cromossoma 1 deste género é heteromórfico, ou seja, um dos dois cromossomas 1 existentes em cada indivíduo é maior do que o outro. Ovos fertlizados que contenham duas cópias do cromossoma 1 do mesmo tamanho, aproximadamente 50% dos ovos, não são viáveis e não se desenvolvem até à fase adulta.

## Relação com o homem
Estes animais são populares entre aquariofilistas dada a sua robustez e facilidade de manutenção. São normalmente mantidos em terrários com bastante água disponível (principalmente na época de reprodução) e com solo e locais húmidos para os animais se esconderem. Todas as espécies têm alguma forma de protecção legal, pela Directiva Habitats ou pela Convenção de Berna, e por algumas legislações nacionais. Em Portugal e outros países da União Europeia, a captura, abate e perturbação do habitat e locais de reprodução destes animais é proibida, assim como a exposição, venda, oferta e troca de espécimes retirados do meio natural. O comércio de tritões está assim restrito a espécimes criados em cativeiro, obtidos legalmente antes da entrada em vigor do decreto-lei 75/91. T. pygmaeus e T. dobrogicus estão listados na Lista Vermelha da UICN como "Quase Ameaçadas".